# 위트니스 (1985년 영화)
《위트니스》(영어: Witness)는 1985년 개봉한 미국의 네오누아르 범죄 스릴러 영화로, 피터 위어가 감독을 맡았다.

## 줄거리
펜실베이니아주 랭커스터 외곽 아미시 공동체에서 제이컵 랩의 장례식이 치러진다. 아내 레이철과 여덟 살 아들 새뮤얼은 장례 후 기차를 타고 필라델피아로 향한다. 30번가역에서 환승을 기다리던 중 새뮤얼은 남자 화장실에서 잠복 중이던 경찰 이언 제노비치의 피살 장면을 목격한다. 
존 북 형사와 그의 파트너 엘턴 카터가 사건을 맡게 되고 새뮤얼을 심문하지만 용의자를 특정하지 못한다. 그러던 중 새뮤얼은 경찰관 제임스 맥피의 사진을 보고 그가 살인범이라고 지목한다. 북 형사는 맥피가 암페타민 제조에 쓰이는 화학 물질을 빼돌려 팔았고 제노비치가 이를 수사하던 중 살해됐다는 것을 알아낸다. 하지만 경찰서장 폴 셰이퍼는 수사를 비밀로 하라고 지시하고 이후 북 형사는 맥피의 습격을 받는다. 셰이퍼가 부패했고 맥피에게 정보를 흘렸다는 것을 깨달은 북 형사는 새뮤얼과 레이철을 보호하기 위해 그들을 아미시 농장으로 데려간다. 부상으로 농장에 머물게 된 북 형사는 아미시 공동체에 적응해나가고 레이철과 사랑에 빠진다.
한편 셰이퍼는 북 형사를 찾기 위해 혈안이 되어 아미시 지역 경찰에 연락하지만 외부와의 접촉이 적은 아미시 특성상 번번이 실패한다. 북 형사는 전화 통화를 통해 카터가 살해됐다는 사실을 알고 셰이퍼를 향한 복수를 다짐한다. 아미시 사람들 사이에서 평화로운 삶에 적응하던 북 형사는 지역 주민과 충돌해 폭력을 행사하게 되고 이로 인해 지역 경찰에 신고된다. 이 소식은 결국 셰이퍼에게까지 전달되고, 셰이퍼와 부패한 경찰들은 랩 농장에 들이닥쳐 레이철과 시아버지 일라이를 인질로 잡는다. 북 형사는 셰이퍼 일당을 속여 처치하고, 마지막에 셰이퍼는 아미시 마을 주민들의 등장으로 체포된다. 위험에서 벗어난 레이철과 새뮤얼을 뒤로 하고 북 형사는 필라델피아로 돌아간다.

## 출연진
- 해리슨 포드 - 존 북 형사(경감) 역
- 켈리 맥길리스 - 레이철 랩 역
- 조지프 서머 - 폴 셰이퍼 서장 역
- 루커스 하스 - 새뮤얼 랩 역
- 얀 루베시 - 일라이 랩 역
- 알렉산드르 고두노프 - 대니얼 호클라이트너 역
- 대니 글러버 - 제임스 맥피 경위 역
- 브렌트 제닝스 - 엘턴 카터 경사 역
- 패티 루폰 - 일레인 북 역
- 앵거스 매키니스 - 리언 "퍼기" 퍼거슨 경사 역
- 비고 모텐슨 - 모지스 호클라이트너 역
- 프레더릭 롤프 - 스톨츠푸스 역
- 티머시 카하트 - 이언 제노비치 역
- 리처드 차베스 - 형사 사이크스 역
- 로버트 얼 존스 - 해리 역
- 존 가슨 - 샨츠 주교 역
- 베벌리 메이 - 요더 부인 역
- 에드 크롤리 - 보안관 역
- 톰 W. 케네디 - 티켓 판매자 역
- 실비아 코더스 - 관광객 역
- 로즈윌 영 - 티본 역
- 토머스 퀸 - 차고의 커플 역
- 조지프 켈리 - 형사 역

## 기타 제작진
- 공동 제작: 데이비드 봄빅
- 협력 제작: 웬디 위어
- 배역: 다이앤 크리턴든
- 미술: 스탠 졸리

## 우리말 녹음
| MBC 성우진 (2002년 9월 28일) - 양지운 - 존 북 (해리슨 포드) - 정남 - 레이철 (켈리 맥길리스) - 이선호 - 새뮤얼 (루커스 하스) - 황일청 - 일라이 (얀 루베시) - 김용식 - 셰이퍼 서장 (조지프 서머) - 김영선 - 대니얼 (알렉산드르 고두노프) - 김기철 - 오주연 - 김지영 - 노계현 - 이상훈 - 최한 - 표영재 - 문남숙 - 방성준 - 이원찬 - 정재헌 | EBS 제작진 (2016년 1월 11일) - 기획: 권혁미 - 프로듀서: 빈정현 - 번역: 에리카 조 - 감수: 변용란 - 종합편집: 강유진 - CG: 이상덕 - 우리말 연출: 김남연 - 기획: EBS - 우리말 제작: ㈜리플레이 |  |